# إنديانابوليس 500 سنة 1951
سباق إنديانا بوليس -500 ميل 1951 أقيم في حلبة إنديانابوليس موتور سبيدواي في 30 مايو 1951 وفاز في السباق لي والارد من فريق موريل بيلانجر بمتوسط سرعة 126.244 ميل/س (203.170 كم/س).
وكان أول المنطلقين ديوك نالون بسرعة 136.498 ميل/س (219.672 كم/س).